# Истинска църква на Исус
Истинската църква на Исус (True Jesus Church, TJC) е неденоминационна китайска християнска църква, основана в Пекин през 1917 г. Днес има приблизително 2,5 милиона членове в 39 страни на 5 континента.
Основана е по време на проникването на Петдесятничеството в Китай в началото на XX век. Петдесятничеството възниква в Съединените щати и достига Китай по време на първото петдесятническо възраждане, известно като Възраждането от Азуса Стрийт в Лос Анджелис, чийто водач е Уилям Дж. Сиймур през 1906-1908 г.
Църквата изповядва теология на единствения истинен бог – буквален превод на китайското 獨一神觀 (Dúyī shénguān), чийто еквивалент е понятието унитарианство. Тя е сред 3-те местни китайски домашни църкви, съществували преди режима на Китайската комунистическа партия от 1949 г. (наред със Семейството на Иисус и Little Flock).
Цел на църквата е обединението на всички църкви в Единното тяло на Христа и проповядването на евангелието на всички нации преди второто пришествие на Христос. Седалището на международното събрание на църквата е в Лос Анджелис, САЩ.

## Основни доктрини
Техните 10 основни доктрини са следните.
1. „Приемането на Светия Дух, доказано от говора на езици, е гаранция за нашето наследство на царството на рая.“
2. „Кръщенето извършвано във вода е причастието за премахването на грехове и за регенерация. Кръщенето се извършва в есетестмена, жива вода, като например реката, морето или извора. Кръститела който вече е получавал кръщене с вода и Светият Дух, води кръщенето в името на Исус Христос. Човекът който получава кръщенето ще бъде напълно потопен във вода като главата му е наведена а лицето му гледа надолу.“
3. „Тайнството на измиването на краката дава възможност на всеки да се съедини с нашия бог Иисус. Служи и постоянно да ни припомня за любовта, светостта, смирението, прошката и служението. Краката на всеки човек, приел кръщението, са измити в името на Иисус Христос. Взаимното миене на краката се практикува при всеки сгоден случай.“
4. „Светото Причастие е тайнство за възпоминанието на нашия Бог Иисус Христос. То ни дава възможност да вкусим от плътта и кръвта на нашия Бог, да се причестим с него, за да се радваме на вечен живот и да се възнесем след смъртта. Това тайнство трябва да се извършва колкото може по-често. Нужен е само един безквасен хляб и гроздов сок“
5. "Сабат, седмия ден на седмицата (Събота) е свещен ден, благословен от Бога. Почита се по Божията милост като ден на съзиданието и спасението и с надежда за вечен покой в бъдния живот."
6. "Иисус Христос, Словото, което стана плът, умря на кръста за изкуплението на грешните, възкръсна на третия ден и се възнесе на небето. Той е единственият Спасител на човечеството, Творецът на небето и земята, и единственият истински Бог".
7. "Светата Библия, състояща се от Стария и Новия Завет, е боговдъхновена, единственият източник на истина и стандарт за християнски живот."
8. "Второто пришествие на нашия Господ ще стане в последния ден, когато той слезе от небесата, за да съди света: праведните ще получат вечен живот, докато грешните ще бъдат осъдени навеки."
9. "Истинската църква на Иисус, основана от нашия Бог Иисус Христос чрез Светия дух през времето на „късния дъжд“,[2] е възстановената истинна църква от апостолическо време."
10. „Второто Идване на Господаря ще се състои в Последния Ден когато Той слиза от рая за да съди светът – справедливите ще получат вечен живот докато злите ще бъдат вечно порицани.“